# Mack (bensinpumpstillverkare)

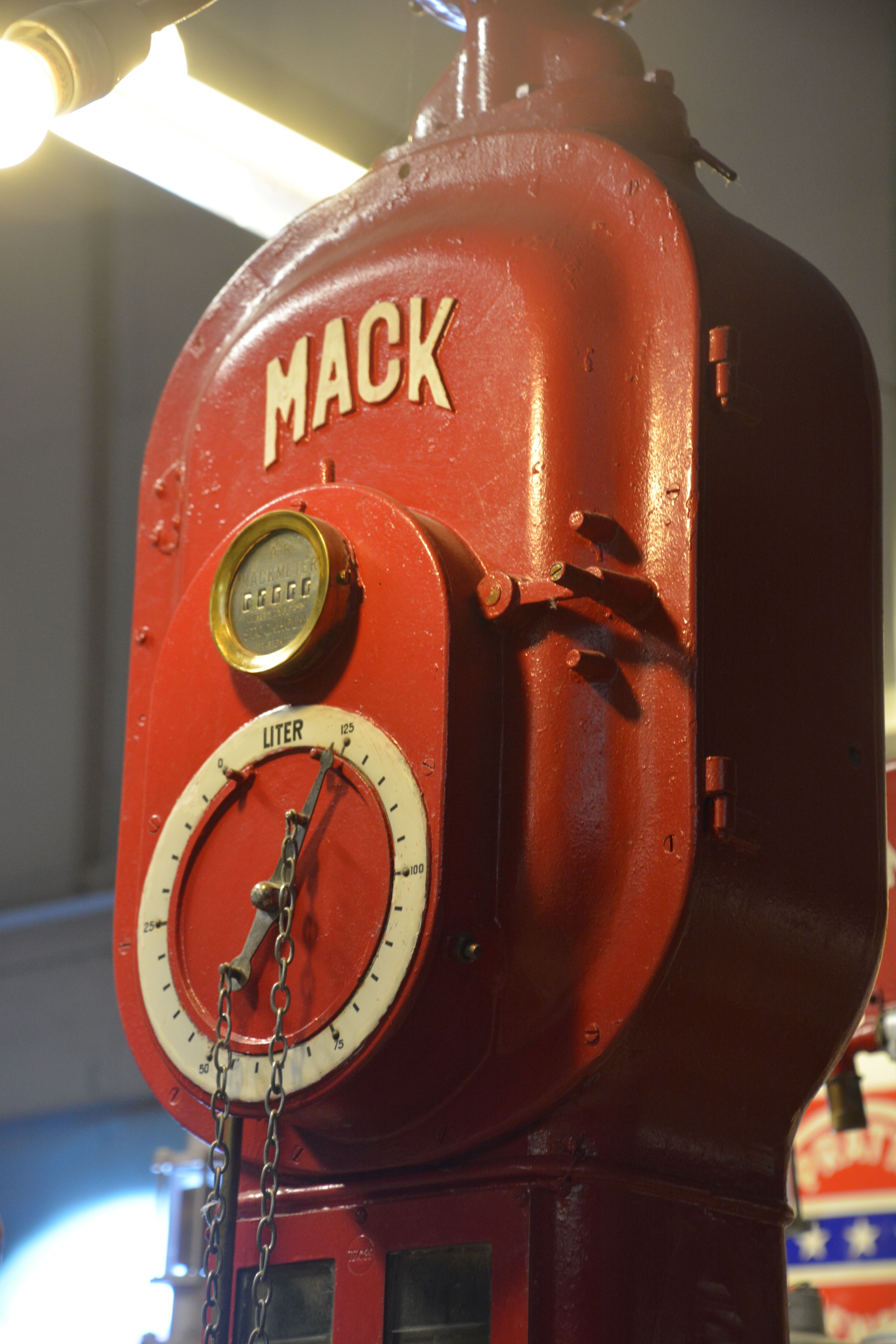
MACK bensinpump, Johannamuseet

AB Mack eller AB Mackmeter var ett svenskt företag i Midsommarkransen i Stockholm, som grundades 1916 och tillverkade bensinpumpar.

## Uppfinning och Nya AB Explo
Efter utbildning hos Chalmers Tekniska Läroanstalt och arbete i Tyskland återvände Oscar Andersson till Sverige och började en anställning hos Kontrollkranen Metallfabriks AB, Sundyberg. Bolagets specialitet var en patenterad kran som på en gång mätte, registrerade och kontrollerade den urtappade kvantiteten. Särskilt för mineralvatten och öl var denna kran betydelsefull eftersom kolsyra och smak lättare kunde behållas. Troligen var det från denna produkt Oscar Andersson fick idén att skapa en mätare för petroleumprodukter, men Kontrollkranens ledning ville inte utveckla produkten och företaget lades ner 1916 efter en konkurs.
Oscar Andersson sökte 1912 patent för den "automatiska mätaren av bestämda vätskemängder" och fick det beviljat 1913. Andersson bildade tillsammans med Nils Peter Matthiasson (direktör för Reymersholms spritfabrik) Nya AB Explo, med verkstadslokal på Västmannagatan 77 i Stockholm. En mindre mätare för dieselbränsle tillverkades åren 1914-1915.

## Ursprungliga AB Mackmeter, serdermera AB Mack
Den 7 september 1916 bildades AB Mackmeter, där de första fyra bokstäverna var en akronym av fyra grundarnas efternamn: Nils Peter Mathiasson, Oscar Andersson, Gunnar Collin (advokat och krigsdomare) och Helmer Key (chefredaktör för Svenska Dagbladet). Övriga finansiärer var Claes Andersson (direktör), Axel Ax:son Johnson (generalkonsult och civilingenjör) samt Rob Egnér (ingenjör). 
Helmer Key var styrelseledamot i Nyborgs AB, som var ett tomt- och fastighetsbolag i Midsommarkransen. Detta torde ha bidragit till att Macks första fabriksbyggnad placerades i kvarteret Konvolvulus 18 i gatukorsningen Nyborgsgränd 1 och Tegelbruksvägen 20–22 i Midsommarkransen i Stockholm.
Tidigare hade bensin mätts upp i kannor, vilket orsakade spill och brandrisk. Bolaget fick patent på den nya bensinpumpen i Ryssland, Polen, Tyskland, England och i de nordiska länderna. Bolaget förkortade snart sitt namn till AB Mack och efterfrågan på de nya pumparna växte snabbt. 
I den allmänna depressionen efter första världskriget sjönk emellertid efterfrågan och priser samtidigt som AB Mack hade ett stort lager av råmaterial och halvfabrikat som köpts tidigare. Ledningen försökte att pressa löner och omkostnader samt göra en ackordsuppgörelse. Enligt rekonstruktionsförslaget behövdes 577 000 kronor i aktiekapital, men rekonstruktion misslyckades och bolaget försattes i konkurs den 1 juli 1922.

## Nybildade AB Mackmeter
Bolaget ombildades den 15 september 1922 som AB Mackmeter. Aktiekapitalet var 90 000 kr och Oscar Andersson blev själv ledare för företaget. Vid denna tid bytte han även efternamn och skrev sedan Oscar A:son Alvring. Då hade 400 bensinstationer i Sverige pumpar från AB Mack.
Inflyttningarna till Midsommarkransen ökade och hyresgäster ovanför fabriken på Nybohovsgränd klagade på lösningsmedel vid målning av mätarna, buller, lukt och brandrisk. I andra änden av kvarteret Konvolvulus, med adress Tegelbruksgränd 2, fanns en tom torklada för tegel och efter att bruket lagts ner började den på 1920-talet användas för målning av Mack-mätarna. Troligen kring 1920 köptes tomten in av Mack och 1925 började man bygga provisoriska tillbyggnader. I början av 1930 byggdes en envåningsfabrik med plats för hela verksamheten.
Efter Mack-mätaren 107 följde 1923 en smidigare variant av bensinpump, kallad 401. 1927 vidareutvecklades pumpen och den lanserades som nummer 705. 1932 lanserades Rotormätaren med stor visartavla och ett pumpflöde på 100 liter per minut. Samtidigt ökade konkurrensen. Jönköpings Mekaniska Verkstad AB MIDAS tillverkade 1922 Vätskemätaren MIDAS. Ljungmans första pump Fatos kom 1924.
Oscar A:son Alvring dog plötsligt 1932 i brusten blindtarm. Hustrun Helfrid trädde in som verkställande direktör. Sonen Thorild var endast 18 år vid faderns död men skulle sedan bli ledare för AB Mackmeter. Underhåll och försäljning av pumpar fortsatte fram till andra världskrigets början 1939. Under kriget ransonerades bensinen kraftigt. Bensinleveranser och behovet av Mackpumpar minskade och företaget inriktade sig på andra verkstadsuppdrag. Under 1960-talet övertogs företaget av andra ägare.

## Mack allmän benämning på bensinpumpar
Då företagets pumpar, "mackmetrar", redan från starten blev marknadsledande i Sverige och akronymen var ingjuten i gjutjärnshöljet, kom ordet "mack" snart att användas allmänt om alla bensinpumpar oavsett varumärke. Sedan åtminstone 1940- eller 1950-talet är "mack" ett så kallat varumärkesord, synonymt med "bensinstation".

## Fabriksbyggnader
Efter verksamhetens slut kom fabriken med adress Tegelbruksgränd 2 att bland annat inhysa en kulturförening. När fabriksbyggnaden på Tegelbruksgränd revs 2005, efter att ha förvärvats av byggbolaget Besqab, skedde detta under starka protester. 
Den ursprungliga fabriksbyggnaden återfick i september 2011 sina gamla fasadmålningar med Aktiebolaget Macks varumärken på väggen.